# Olorunda
Olorunda est une zone de gouvernement local de l'État d'Osun au Nigeria,.

## Source
- (en) Cet article est partiellement ou en totalité issu de l’article de Wikipédia en anglais intitulé « Olorunda » (voir la liste des auteurs).